# Fountain Hills
Fountain Hills is een plaats (town) in de Amerikaanse staat Arizona, en valt bestuurlijk gezien onder Maricopa County.

## Demografie
Bij de volkstelling in 2000 werd het aantal inwoners vastgesteld op 20.235.
In 2006 is het aantal inwoners door het United States Census Bureau geschat op 24.669, een stijging van 4434 (21.9%).

## Geografie
Volgens het United States Census Bureau beslaat de plaats een oppervlakte van
47,2 km², waarvan 47,1 km² land en 0,1 km² water.

## Plaatsen in de nabije omgeving
De onderstaande figuur toont nabijgelegen plaatsen in een straal van 32 km rond Fountain Hills.